# Solanillos del Extremo
Solanillos del Extremo község Spanyolországban, Guadalajara tartományban. Solanillos del Extremo Brihuega, Valderrebollo, Masegoso de Tajuña, Cifuentes és Henche községekkel határos. Lakosainak száma 77 fő (2024).

## Népesség
A település népessége az utóbbi években az alábbiak szerint változott:
| Lakosok száma | 126  | 122  | 134  | 118  | 117  | 96   | 96   | 91   | 87   | 77   |
|               | 2001 | 2004 | 2006 | 2009 | 2011 | 2014 | 2016 | 2019 | 2021 | 2024 |